# Municipio Curahuara de Carangas
Das Municipio Curahuara de Carangas ist ein Verwaltungsbezirk im Departamento Oruro im Hochland des südamerikanischen Anden-Staates Bolivien.

## Lage im Nahraum
Das Municipio Curahuara de Carangas ist das nördliche der zwei Municipios der Provinz Sajama. Es grenzt im Nordwesten an das Departamento La Paz, im Westen an die Republik Chile, im Süden an das Municipio Turco und im Osten an die Provinz San Pedro de Totora.
Der zentrale Ort des Municipios ist Curahuara de Carangas mit 1668 Einwohnern (Volkszählung 2012) im nordöstlichen Teil des Municipios.

## Geographie
Das Municipio Curahuara de Carangas liegt auf dem bolivianischen Altiplano zwischen den Anden-Gebirgsketten der Cordillera Occidental im Westen und der Cordillera Central im Osten. Die Region weist ein ausgeprägtes Tageszeitenklima auf, bei dem die Temperaturen im Tagesverlauf stärker schwanken als im Jahresverlauf.
Die mittlere Durchschnittstemperatur der Region liegt bei 9 °C, der Jahresniederschlag beträgt etwa 450 mm (siehe Klimadiagramm). Die Monatsdurchschnittstemperaturen schwanken nur unwesentlich zwischen 7 °C im Juli und 11 °C im Dezember, die Monatsniederschläge liegen zwischen unter 10 mm in den Monaten Juni und Juli und nahe 100 mm von Dezember bis Februar.

## Bevölkerung
Die Einwohnerzahl des Municipios Curahuara de Carangas ist zwischen 1992 und 2024 um mehr als die Hälfte angestiegen:
| Jahr | Einwohner | Quelle       |
| ---- | --------- | ------------ |
| 1992 | 4092      | Volkszählung |
| 2001 | 5278      | Volkszählung |
| 2012 | 4183      | Volkszählung |
| 2024 | 6671      | Volkszählung |

Die Bevölkerungsdichte des Municipios bei der letzten Volkszählung von 2024 betrug 2,3 Einwohner/km², der Anteil der städtischen Bevölkerung war 0 Prozent, die Lebenserwartung der Neugeborenen im Jahr 2001 lag bei 65,5 Jahren.
Der Alphabetisierungsgrad bei den über 19-Jährigen beträgt 84 Prozent, und zwar 95 Prozent bei Männern und 72 Prozent bei Frauen (2001).

## Politik
Ergebnis der Regionalwahlen (concejales del municipio) vom 4. April 2010:
| Wahl- berechtigte |  | Wahl- beteiligung | gültige Stimmen |  | MAS-IPSP |
| ----------------- |  | ----------------- | --------------- |  | -------- |
| 2.487             |  | 2.009             | 839             |  | 839      |
|                   |  | 80,8 %            | 41,8 %          |  | 100,0 %  |

Ergebnis der Regionalwahlen (elecciones de autoridades políticas) vom 7. März 2021:
| Wahl- berechtigte |  | Wahl- beteiligung | gültige Stimmen |  | MAS-IPSP | MTS     | BST    | C-A    | PAN-BOL | PP     |
| ----------------- |  | ----------------- | --------------- |  | -------- | ------- | ------ | ------ | ------- | ------ |
| 2.783             |  | 1.895             | 1.415           |  | 1.005    | 274     | 36     | 22     | 18      | 18     |
|                   |  | 84,77 %           | 82,12 %         |  | 71,02 %  | 19,36 % | 2,54 % | 1,55 % | 1,27 %  | 1,27 % |

## Gliederung
Das Municipio untergliedert sich in die folgenden vier Kantone (cantones):
- 04-0401-01 Kanton Curahuara de Carangas – 40 Ortschaften – 3.413 Einwohner
- 04-0401-02 Kanton Sajama – 8 Ortschaften – 472 Einwohner
- 04-0401-03 Kanton Caripe – 1 Ortschaft – 134 Einwohner
- 04-0401-04 Kanton Laguna – 1 Ortschaft – 164 Einwohner

## Ortschaften im Municipio Curahuara de Carangas
- Kanton Curahuara de Carangas
  - Curahuara de Carangas 1668 Einw.

- Kanton Sajama
  - Sajama 276 Einw.

- Kanton Caripe
  - Caripe 134 Einw.

- Kanton Laguna
  - Lagunas 164 Einw.